# Корписало, Йоонас
Йоонас Корписало (фин. Joonas Korpisalo; род. 28 апреля 1994, Пори, Финляндия) — финский хоккеист, вратарь клуба НХЛ «Бостон Брюинз».

## Карьера
Йоонас был выбран на драфте НХЛ 2012 года в 3-м раунде под общим 62-м номером клубом «Коламбус Блю Джекетс».
21 марта 2014 года Корписало подписал трёхлетний контракт новичка с «жакетами».
В 2016 году стал обладателем Кубка Колдера в составе команды АХЛ «Лэйк Эри Монстерз».
Во второй половине сезона 2016/17 Йоонас стал вторым голкипером «Коламбуса» после Сергея Бобровского. 9 июня 2017 года он продлил контракт с клубом ещё на 2 года со среднегодовой зарплатой 1,150 млн. долларов. После ухода Бобровского из «Блю Джекетс», в сезоне 2019/20 Корписало стал основным голкипером команды.
11 августа 2020 года в матче первого раунда плей-офф Кубка Стэнли против «Тампа-Бэй Лайтнинг» отразил 85 бросков из 88 и установил новый рекорд лиги по количеству совершённых сейвов в одном матче.
1 марта 2023 года был обменян вместе с Владиславом Гавриковым в «Лос-Анджелес Кингз» на пик первого раунда-2023, пик третьего раунда-2024, а также вратаря Джонатана Куика, который вскоре был обменян «Коламбусом» в «Вегас»
Перед сезоном 2023/24 подписал пятилетний контракт с «Оттавой Сенаторз» на общую сумму $ 20 млн.
24 июня 2024 года был обменян c удержанием 25% кэпхита, а также пиком первого раунда-2024, нападающим Марком Кастеликом в «Бостон Брюинз» на вратаря Линуса Улльмарка.